# Taràntula (pel·lícula)
Tarantula! és una pel·lícula estatunidenca dirigida per Jack Arnold, estrenada el 1955. Ha estat doblada al català.

## Argument[2]
En un laboratori aïllat, el professor Gerald Deemer treballa en un aliment que permetria alleujar la fam que amenaça de provocar el creixement de població. Les seves experimentacions han portat a certs resultats; però a costa de seriosos desenganys. Un dia que s'ha absentat, dos dels seus col·legues s'injecten l'aliment, amb conseqüències espantoses conduint-los progressivament a la mort pel que sembla l'Acromegàlia. Un dels dos mor, mentre l'altre ataca el professor i li injecta el producte abans de morir. Durant el seu combat, una taràntula gegant que també ha rebut una injecció surt de la seva gàbia. Des de llavors, no deixa de créixer.

## Repartiment
- John Agar: Dr. Matt Hastings
- Mara Corday: Stephanie Clayton
- Leo G. Carroll: Professor Gerald Deemer
- Nestor Paiva: Xèrif Jack Andrews
- Ross Elliott: Joe Burch
- Edwin Rand: Tinent John Nolan
- Raymond Bailey: Professor Townsend
- Hank Patterson: Josh
- Bert Holland: Barney E. Russell
- Steve Darrell: Andy Andersen
- Clint Eastwood: Pilot de l'avió

## Al voltant de la pel·lícula
- Las Vegas Parano de Terry Gilliam, és la pel·lícula que mira el Dr. Gonzo (Benicio del Toro) mentre que Raoul Duke (Johnny Depp) prova de resistir als efectes de l'Adrenocroma que ha ingerit en gran quantitat.
- Fa al·lusió al paper de Leo G. Carroll en la cançó "Science Fiction Double Feature" del " Rocky Horror Picture Show ": les paraules exactes són: "I knew Leo G. Carroll, was over a barrel, when Tarantula took to the hills."
- Primera aparició en el cinema (no surt als crèdits) de Clint Eastwood, pilotant l'avió que deixa anar la bomba sobre la "Tarantula".